# Heterosmylus shennonganus
Heterosmylus shennonganus är en insektsart som beskrevs av C.-k. Yang 1997. Heterosmylus shennonganus ingår i släktet Heterosmylus och familjen vattenrovsländor. Inga underarter finns listade i Catalogue of Life.